# Liste der Straßen, Plätze und Brücken in Hamburg-Wellingsbüttel

Lage von Wellingsbüttel in Hamburg und im Bezirk Wandsbek (hellrot)

Die Liste der Straßen, Plätze und Brücken in Wellingsbüttel ist eine Übersicht der im Hamburger Stadtteil Wellingsbüttel vorhandenen Straßen, Plätze und Brücken. Sie ist Teil der Liste der Verkehrsflächen in Hamburg.

## Überblick
In Wellingsbüttel (Ortsteilnummer 517) leben 11097 Einwohner (Stand: 31. Dezember 2023) auf 4,1 km². Wellingsbüttel liegt in den Postleitzahlenbereichen 22175, 22391 und 22393.
In Wellingsbüttel gibt es 90 benannte Verkehrsflächen, darunter einen Platz, eine Brücke und einen Park.

## Übersicht der Straßen
Die nachfolgende Tabelle gibt eine Übersicht über alle benannten Verkehrsflächen – Straßen, Plätze und Brücken – im Stadtteil sowie einige dazugehörige Informationen. Im Einzelnen sind dies:
- Name/Lage: aktuelle Bezeichnung der Straße, des Platzes oder der Brücke. Über den Link (Lage) kann die Straße, der Platz oder die Brücke auf verschiedenen Kartendiensten angezeigt werden. Die Geoposition gibt dabei ungefähr die Mitte an. Bei längeren Straßen, die durch zwei oder mehr Stadtteile führen, kann es daher sein, dass die Koordinate in einem anderen Stadtteil liegt.
- Straßenschlüssel: amtlicher Straßenschlüssel, bestehend aus einem Buchstaben (Anfangsbuchstabe der Straße, des Platzes oder der Brücke) und einer dreistelligen Nummer.
- Länge/Maße in Metern:
Hinweis: Die in der Übersicht enthaltenen Längenangaben sind nach mathematischen Regeln auf- oder abgerundete Übersichtswerte, die im Digitalen Atlas Nord[1] mit dem dortigen Maßstab ermittelt wurden. Sie dienen eher Vergleichszwecken und werden, sofern amtliche Werte bekannt sind, ausgetauscht und gesondert gekennzeichnet.
Bei Plätzen sind die Maße in der Form a × b bei rechteckigen Anlagen oder a × b × c bei dreiecksförmigen Anlagen mit a als längster Kante dargestellt.
Der Zusatz (im Stadtteil) gibt an, wie lang die Straße innerhalb des Stadtteils ist, sofern sie durch mehrere Stadtteile verläuft.
- Namensherkunft: Ursprung oder Bezug des Namens.
- Datum der Benennung: Jahr der offiziellen Benennung oder der Ersterwähnung eines Namens, bei Unsicherheiten auch die Angabe eines Zeitraums.
- Anmerkungen: Weitere Informationen bezüglich anliegender Institutionen, der Geschichte der Straße, historischer Bezeichnungen, Baudenkmale usw.
- Bild: Foto der Straße oder eines anliegenden Objektes.

| Name/Lage                       | Straßen- schlüssel | Länge/Maße (in Metern) | Namensherkunft | Datum der Benennung | Anmerkungen | Bild                     |
| ------------------------------- | ------------------ | ---------------------- | --- | ------------------- | --- | ------------------------ |
| Alsterstieg (Lage)              | A114               | 0130                   | nach einer zur Alster führenden Treppe                                                                            | 1933                | | Alsterstieg              |
| Am Jagen (Lage)                 | A263               | 0285                   | nach „Grüner Jäger“, der früheren Bezeichnung dieser Gegend                                                       | 1953                | | Am Jagen                 |
| Am Pfeilshof (Lage)             | A308               | 1180 (im Stadtteil)    | nach einem ehemaligen Hof, dessen Besitzer um 1900 herum Pfeil hieß                                               | 1950                | bis Höhe Irena-Sendler-Schule (Hausnummer 20) komplett im Stadtteil, ab dort nur die westliche Straßenhälfte, östliche Seite in Sasel, weiter südlich (ab Hausnummer 82) westliche Straßenhälfte in Bramfeld; vor 1950: Lindenallee | Am Pfeilshof             |
| Bantschowstraße (Lage)          | B050               | 0510                   | nach dem Hamburger Domherren Scholastikus                                                                         | 1951                | Scholastikus war unter anderem päpstlicher Absolut und erhielt 1522 von Herzog Christian von Braunschweig-Wolfenbüttel das Dorf Wellingsbüttel. Vor 1951: Mühlenstraße | Bantschowstraße          |
| Barkenkamp (Lage)               | B066               | 0065                   | in Anlehnung an die Barkenkoppel                                                                                  | 1950                | | Barkenkamp               |
| Barkenkoppel (Lage)             | B067               | 0875                   | nach einem Flurnamen (Birkenkoppel)                                                                               | vor 1938            | | Barkenkoppel             |
| Binsenkoppel (Lage)             | B354               | 0220                   | nach einem Flurnamen                                                                                              | vor 1933            | | Binsenkoppel             |
| Borstels Ende (Lage)            | B509               | 0600 (im Stadtteil)    | nach der Lage als Teil der Grenze zwischen Wellingsbüttel und Ohlsdorf                                            | 1928                | südlich des Sodenkamps in Ohlsdorf, wie auch nördlich davon vereinzelte Grundstücke auf der westlichen Seite, sonst in Wellingsbüttel, insbesondere die komplette Straßenfläche | Borstels Ende            |
| Bramfelder Drift (Lage)         | B542               | 0145 (im Stadtteil)    | nach einer ortsüblichen Bezeichnung für einen früheren Viehtriebweg                                               | 1960                | ca. 30 Meter südlich des Krietkamps nach Bramfeld übergehend | Bramfelder Drift         |
| Classenstieg (Lage)             | C036               | 0260                   | in Anlehnung an den Classenweg                                                                                    | 1951                | | Classenstieg             |
| Classenweg (Lage)               | C037               | 0715                   | Johannes Classen (1805–1891), Pädagoge                                                                            | 1950                | | Classenweg               |
| Dannenkoppel (Lage)             | D038               | 0610                   | nach einem Flurnamen                                                                                              | 1933                | niederdeutsch Dannen = Tannen | Dannenkoppel             |
| Deliusweg (Lage)                | D066               | 0210                   | Matthäus Delius (um 1500–1565), Pädagoge                                                                          | 1950                | vor 1950: Mittelweg | Deliusweg                |
| Eckerkamp (Lage)                | E012               | 1670                   | nach einem Flurnamen                                                                                              | 1951                | | Eckerkamp                |
| Eckloßberg (Lage)               | E018               | 0390                   | nach dem Flurnamen Eeklohbarg (Eichenwaldanhöhe)                                                                  | 1933                | | Eckloßberg               |
| Elfenbeinweg (Lage)             | E138               | 0345                   | nach einer ehemals hier gelegenen Elfenbeinsägerei                                                                | 1942                | | Elfenbeinweg             |
| Farmsener Weg (Lage)            | F036               | 0800                   | Hamburger Stadtteil Farmsen                                                                                       | vor 1931            | | Farmsener Weg            |
| Fasanenhain (Lage)              | F043               | 0200                   | nach dem gleichnamigen Hühnervogel                                                                                | 1942                | | Fasanenhain              |
| Friedrich-Karl-Straße (Lage)    | F233               | 0245                   | Friedrich Karl Ludwig von Schleswig-Holstein-Sonderburg-Beck (1757–1816), preußischer Generalleutnant             | 1960                | | Friedrich-Karl-Straße    |
| Friedrich-Kirsten-Straße (Lage) | F234               | 0800                   | Friedrich Kirsten (1842–1924), Kaufmann und Besitzer des Gutes Wellingsbüttel                                     | 1929                | Grundstück Nr. 35 in Poppenbüttel, sonst komplett im Stadtteil | Friedrich-Kirsten-Straße |
| Göhslerstieg (Lage)             | G496               | 0040                   | Hans Hinrich Louis Göhsler (1903–1969), Landwirt und Vorbesitzer des Geländes                                     | 2011                | | Göhslerstieg             |
| Gundlachs Twiete (Lage)         | G338               | 0170                   | nach den Vorbesitzern des Geländes, der Familie Gundlach                                                          | 1949                | westliche Straßenhälfte in Ohlsdorf | Gundlachs Twiete         |
| Hein-Hinsch-Stieg (Lage)        | H851               | 0140                   | Hans Hein Adolph Hinsch (1849–1913), Landwirt und Vorbesitzer des Geländes                                        | 2009                | | Hein-Hinsch-Stieg_1      |
| Heinz-Erhardt-Park (Lage)       | H850               | 0215 × 135             | Heinz Erhardt (1909–1979), Komiker, Schauspieler, Dichter                                                         | 2009                | Erhardt lebte nach dem Krieg mit seiner Familie in Wellingsbüttel. | Heinz-Erhardt-Park       |
| Hochestieg (Lage)               | H480               | 0430                   | Richard Hoche (1834–1906), Philologe                                                                              | 1950                | vor 1950: Lünkenstieg | Hochestieg               |
| Hoheneichen (Lage)              | H549               | 0985                   | nach einem Flurnamen                                                                                              | 1950                | | Hoheneichen              |
| Holtweg (Lage)                  | H602               | 0040                   | nach einem Weg, der zu einem Gehölz führt                                                                         | vor 1933            | niederdeutsch Holt = Holz, Gehölz | Holtweg                  |
| Horstweg (Lage)                 | H647               | 0565                   | nach einem Feldweg, der zum in Wellingsbüttel liegenden Wald „Rabenhorst“ führte                                  | vor 1938            | östliche Straßenhälfte zwischen Stadtbahnstraße und ca. 30 Meter südlich des Kaspar-Ohm-Wegs in Sasel, sonst in Wellingsbüttel | Horstweg                 |
| Huswedelweg (Lage)              | H696               | 0150                   | Johann Huswedel (1575–1651), Pädagoge und Philologe                                                               | 1950                | vor 1950: Jahnstraße | Huswedelweg              |
| Jägerstieg (Lage)               | J517               | 0310                   | nach dem gleichnamigen Begriff                                                                                    | 1931                | | Jägerstieg               |
| Jupiterweg (Lage)               | J107               | 0270                   | nach dem gleichnamigen Planeten                                                                                   | 1950                | | Jupiterweg               |
| Kaspar-Ohm-Weg (Lage)           | K089               | 0270                   | nach einer Erzählung von John Brinckman                                                                           | 1950                | vor 1950: Herzog-Widukind-Straße | Kaspar-Ohm-Weg           |
| Kelterstraße (Lage)             | K131               | 0850                   | Edmund Kelter (1867–1942), Pädagoge und Historiker                                                                | 1950                | | Kelterstraße             |
| Kipps Weg (Lage)                | K178               | 0080 (im Stadtteil)    | nach der vom 17. bis zum 19. Jahrhundert in Sasel ansässigen Bauernfamilie Kipp, die eine Schäferei besaß         | nicht genannt       | nördlich von Hausnummer 20 in Sasel | Kipps Weg                |
| Knasterberg (Lage)              | K287               | 0360                   | nach einem unter Denkmalschutz stehenden Hügelgrab aus der Bronzezeit                                             | 1933                | | Knasterberg              |
| Knokenholt (Lage)               | K298               | 0295                   | nach einem Flurnamen (Knochengehölz)                                                                              | vor 1938            | | Knorkenholt              |
| Krietkamp (Lage)                | K434               | 0640                   | nach einem Flurnamen                                                                                              | 1933                | Kreet oder Kriet bedeutet Streit und meint vermutlich ein umstrittenes Stück Land. | Krietkamp                |
| Kuhteichweg (Lage)              | K497               | 0295                   | nach der Lage | 1950                | | Kuhteichweg              |
| Lagerlöfstraße (Lage)           | L012               | 0485                   | Selma Lagerlöf (1858–1940), schwedische Schriftstellerin                                                          | 1947                | vor 1947: Buchenweg | Lagerlöfstraße           |
| Langwisch (Lage)                | L067               | 0700 (im Stadtteil)    | nach einem Flurnamen (lange Wiese)                                                                                | 1930                | nördlich der Alster in Poppenbüttel | Langwisch                |
| Langwischbrücke (Lage)          | –                  | 0010 (im Stadtteil)    | in Anlehnung an die Straße Langwisch                                                                              | um 1930             | überquert im Zuge der Straße Langwisch die Alster; nördlicher Brückenteil in Poppenbüttel | Langwischbrücke          |
| Laurembergstieg (Lage)          | L336               | 0095                   | in Anlehnung an den Laurembergweg                                                                                 | 1971                | | Laurembergstieg          |
| Laurembergweg (Lage)            | L091               | 0240                   | Peter Lauremberg (1585–1639), Schriftsteller und Hochschullehrer                                                  | 1951                | | Laurembergweg            |
| Lichtensteinweg (Lage)          | L161               | 0375                   | Hinrich Lichtenstein (1753–1816), von 1782 bis 1799 Rektor des Johanneums                                         | 1951                | vor 1951: Lerchenkamp | Lichtensteinweg          |
| Lindeneck (Lage)                | L186               | 0090                   | nach dem gleichnamigen Laubbaum                                                                                   | 1955                | | Lindeneck                |
| Lockkoppel (Lage)               | L205               | 0270                   | nach einer Flurbezeichnung                                                                                        | vor 1933            | | Lockkoppel               |
| Mehlbeerweg (Lage)              | M112               | 0145                   | nach der Mehlbeere, der Frucht des Weißdorns                                                                      | 1950                | | Mehlbeerweg              |
| Möhlendannen (Lage)             | M214               | 0505                   | nach einem Flurnamen (Mühlentannen)                                                                               | vor 1933            | | Möhlendannen             |
| Moorbirkenkamp (Lage)           | M248               | 0360                   | nach dem gleichnamigen Birkengewächs                                                                              | 1950                | | Moorbirkenkamp           |
| Op de Solt (Lage)               | O101               | 0620                   | nach einem Flurnamen                                                                                              | 1948                | niederdeutsch Op de Solt = Auf dem Salz | Op de Solt               |
| Orionstieg (Lage)               | O115               | 0090                   | in Anlehnung an den Orionweg                                                                                      | 1949                | | Orionstieg               |
| Orionweg (Lage)                 | O116               | 0285                   | nach dem gleichnamigen Sternbild                                                                                  | 1948                | westlich gelegene Grundstücke in Ohlsdorf, sonst in Wellingsbüttel, auch die gesamte Straßenfläche | Orionweg                 |
| Övern Barg (Lage)               | O049               | 0010 (im Stadtteil)    | nach einer Flurbezeichnung                                                                                        | 1939                | niederdeutsch övern Barg = über'n Berg; lt. Straßenverzeichnis nur in Ohlsdorf, lt. Grundkarte kurzer östlicher Teil bis Borstels Ende in Wellingsbüttel | Övern Barg               |
| Pfeilshofer Weg (Lage)          | P098               | 0755                   | nach einem ehemaligen in Sasel gelegenen Gut, dessen Besitzer Pfeil hieß                                          | vor 1933            | | Pfeilshofer Weg          |
| Rabenberg (Lage)                | R006               | 0095                   | nach einer ortsüblichen Bezeichnung                                                                               | 1965                | | Rabenberg                |
| Rabenhorst (Lage)               | R007               | 0755                   | nach einem Flurnamen                                                                                              | vor 1933            | | Rabenhorst               |
| Radekamp (Lage)                 | R011               | 0160 (im Stadtteil)    | nach einem Flurnamen                                                                                              | 1946                | südlich des Wellingsbütteler Grenzgrabens in Bramfeld | Radekamp                 |
| Reemwinkel (Lage)               | R082               | 0075 (im Stadtteil)    | nach einem Flurnamen                                                                                              | 1947                | Lt. Beckerhaus bezeichnet „Reem“ oder „Rehm“ einen stehengelassenen Baumstreifen auf dem Feld, um der Erosion vorzubeugen und zur Kleinholzversorgung der Dorfbevölkerung; südlicher Teil (Kehre) in Bramfeld. | Reemwinkel               |
| Rehmkoppel (Lage)               | R104               | 0505 (im Stadtteil)    | nach einem Flurnamen                                                                                              | vor 1938            | Zur Erläuterung des Wortteils „Rehm“ siehe Reemwinkel; nördlich der Einmündung der Friedrich-Kirsten-Straße in Poppenbüttel. | Rehmkoppel               |
| Rehmkoppelstieg (Lage)          | R105               | 0085                   | in Anlehnung an die Rehmkoppel                                                                                    | 1952                | | Rehmkoppelstieg          |
| Reinkingstraße (Lage)           | R134               | 0195                   | Dietrich Reinkingk (1590–1664), Politiker und Staatsrechtler, Besitzer des Gutes Wellingsbüttel                   | 1960                | | Reinkingstraße           |
| Rolfinckstieg (Lage)            | R268               | 0110                   | in Anlehnung an die Rolfinckstraße                                                                                | 1955                | | Rolfinckstieg            |
| Rolfinckstraße (Lage)           | R269               | 0980                   | Werner Rolfinck (um 1540–1590), Rektor des Johanneums                                                             | 1950                | Rolfinck war der Großvater seines gleichnamigen Enkels, einem Arzt und Naturforscher. Vor 1950: Eichenstraße | Rolfinckstraße           |
| Sanderskoppel (Lage)            | S029               | 0590                   | Georg Friedrich Sander (1790–1853), ein Grundeigentümer des Geländes                                              | vor 1926            | | Sanderskoppel            |
| Saseler Chaussee (Lage)         | S062               | 1160 (im Stadtteil)    | Hamburger Stadtteil Sasel                                                                                         | 1950                | nördlich von Hausnummer 84 in Sasel | Saseler_Chasussee_1      |
| Saturnweg (Lage)                | S080               | 0430                   | nach dem gleichnamigen Planeten                                                                                   | 1950                | | Saturnweg                |
| Schulteßdamm (Lage)             | S322               | 0695                   | Prof. Dr. Friedrich Schulteß (1851–1919), von 1888 bis 1919 Rektor Johanneums                                     | 1950                | vor 1950: Schulstraße | Schulteßdamm             |
| Schulteßstieg (Lage)            | S323               | 0245                   | in Anlehnung an den Schulteßdamm                                                                                  | 1950                | vor 1950: Schulstraße | Schulteßstieg            |
| Schwarzbuchenweg (Lage)         | S343               | 0343                   | frei gewählter Name                                                                                               | 1950                | | Schwarzbuchenweg         |
| Schwarzdornweg (Lage)           | S344               | 0505                   | nach dem gleichnamigen Rosengewächs                                                                               | 1950                | | Schwarzdornweg           |
| Schwarzpappelweg (Lage)         | S351               | 0335                   | nach dem gleichnamigen Weidengewächs                                                                              | 1950                | | Schwarzpappelweg         |
| Siriusweg (Lage)                | S459               | 0425                   | nach dem gleichnamigen Sternbild                                                                                  | 1950                | | Siriusweg                |
| Sodenkamp (Lage)                | S469               | 0575 (im Stadtteil)    | nach einer Flurbezeichnung                                                                                        | 1925                | Eine Sode meint einen dünnen Rasen, eine Erd- oder Torfscholle; westlich von Borstels Ende in Ohlsdorf | Sodenkamp                |
| Speckmannstraße (Lage)          | S534               | 0350                   | Diedrich Speckmann (1872–1938), Schriftsteller                                                                    | 1950                | vor 1950: Johann-Hinrich-Fehrs-Straße | Speckmannstraße          |
| Sperberkamp (Lage)              | S540               | 0325                   | nach dem gleichnamigen Greifvogel                                                                                 | 1950                | nur nördliche Seite in Wellingsbüttel, sonst in Bramfeld, insbesondere die komplette Straßenfläche | Sperberkamp              |
| Stadtbahnstraße (Lage)          | S579               | 0035 (im Stadtteil)    | als zur S-Bahn in Poppenbüttel führend                                                                            | 1950                | Nur die südliche Straßenhälfte zwischen der S-Bahn-Brücke und dem Horstweg befindet sich in Wellingsbüttel, die nördliche Hälfte sowie der weitere westliche Verlauf liegen in Poppenbüttel, ebenso die nördliche Straßenhälfte zwischen S-Bahn-Brücke und Weidende. Die südliche Straßenhälfte sowie der weitere östliche Verlauf befinden sich auf Saseler Gebiet. | Stadtbahnstraße          |
| Stellmannkamp (Lage)            | S671               | 0290                   | nach einem gleichnamigen Vorbesitzer des Geländes                                                                 | 1948                | | Stellmannkamp            |
| Strenge (Lage)                  | S739               | 0210                   | nach einer Flurbezeichnung, die vermutlich ein schmales, langes Feldstück meint (Strenge = Strang)                | 1933                | | Strenge                  |
| Stübeheide (Lage)               | S758               | 0020 (im Stadtteil)    | nach einer Flurbezeichnung                                                                                        | 1925/1951           | Stübe leitet sich vom mittelniederdeutschen Wort Stubben (Baumstumpf) ab; lt. Straßenverzeichnis nur in Ohlsdorf, lt. Grundkarte kurzer östlicher Teil bis Borstels Ende in Wellingsbüttel | Stübeheide               |
| Up de Worth (Lage)              | U037               | 0775                   | nach dem Begriff „Wurth“ für einen künstlichen Wohnhügel                                                          | vor 1933            | niederdeutsch Up de Worth = Auf der Wurth | Up de Worth              |
| Volksdorfer Weg (Lage)          | V081               | 0450 (im Stadtteil)    | Hamburger Stadtteil Volksdorf                                                                                     | 1947                | ab Hausnummer 35 in Sasel | Volksdorfer Weg          |
| Von-Kurtzrock-Ring (Lage)       | V104               | 0320                   | nach der Familie von Kurtzrock, die von 1673 bis 1806 im Besitz des Gutes Wellingsbüttel war                      | 1950                | vor 1950: Verbindungsweg und Hübbesweg | Von-Kurtzrock-Ring       |
| Waldingstraße (Lage)            | W027               | 1220                   | nach dem angeblichen Gründer von Wellingsbüttel                                                                   | 1950                | vor 1950: Waldstraße | Waldingstraße            |
| Wegzoll (Lage)                  | W120               | 015 (im Stadtteil)     | nach einem Wegegeld, das ein früherer Eigentümer zur Benutzung der Straße verlangte, die zu einer Ziegelei führte | 1950                | In Wellingsbüttel liegen nur die Grundstücke mit den Hausnummern 5 und 5a, ansonsten befindet sich die Straße komplett in Sasel, insbesondere die gesamte Straßenfläche. | Wegzoll                  |
| Weißbirkenkamp (Lage)           | W150               | 0375                   | nach dem gleichnamigen Laubbaum                                                                                   | 1950                | | Weißbirkenkamp           |
| Weißbuchenweg (Lage)            | W151               | 0140                   | nach dem gleichnamigen Birkengewächs                                                                              | 1950                | | Weißbuchenweg            |
| Wellingsbütteler Markt (Lage)   | W516               | 0090 × 75              | nach Lage und Funktion im Stadtteil                                                                               | 2007                | | Wellingsbütteler Markt   |
| Wellingsbüttler Weg (Lage)      | W160               | 2310                   | nach der Lage im Stadtteil                                                                                        | 1950                | vor 1950: Hamburger Straße und Poppenbüttler Straße | Wellingsbüttler Weg      |
| Westhusenstraße (Lage)          | W200               | 0240                   | Peter Westhusen (1613–1660), von 1651 bis 1660 Rektor des Johanneums                                              | 1950                | vor 1950: Steenkamp | Westhusenstraße          |
| Wibbeltweg (Lage)               | W212               | 0205                   | Augustin Wibbelt (1862–1947), niederdeutscher Schriftsteller                                                      | 1950                | vor 1950: Memeldank | Wibbeltweg               |
| Zitterpappelweg (Lage)          | Z040               | 0270                   | nach der gleichnamigen Pappelart                                                                                  | 1950                | | Zitterpappelweg          |